# Seven's Grand Prix Series 2012
Navigation
Seven's Grand Prix Series 2011 Seven's Grand Prix Series 2013
Le Seven's Grand Prix Series 2012 est la onzième édition de la plus importante compétition européenne de rugby à sept. Elle se déroule lieu du 2 juin au 8 juillet 2012 est organisée par la FIRA-AER. La finale voit la victoire de l'Angleterre sur le Portugal, tenant du titre. L'Angleterre remporte ainsi son premier titre, le Portugal obtient la 2e place et la France finit 3e devant l'Espagne.

## Équipes participantes
| Allemagne  | Italie   |
| Angleterre | Pays-Bas |
| Écosse     | Galles   |
| Espagne    | Portugal |
| France     | Russie   |
| Géorgie    | Ukraine  |

## Grand Prix Séries
| Date                   | Lieu                     | Vainqueur  | Finaliste | Troisième      |
| ---------------------- | ------------------------ | ---------- | --------- | -------------- |
| 2–3 juin               | Matmut Stadium (Lyon)    | Angleterre | Portugal  | Espagne        |
| 30 juin et 1er juillet | Stade Loujniki (Moscou)  | Angleterre | France    | Russie         |
| 7–8 juillet            | Odense Stadium, (Odense) | France     | Portugal  | Pays de Galles |

## Classement général
L'équipe d'Angleterre de rugby à 7 remporte le Seven's Grand Prix Series 2012. C'est sa première victoire dans cette compétition.
Les Pays-Bas sont relégués.
| No | Équipe         | Lyon | Moscou | Odense | Total    |
| -- | -------------- | ---- | ------ | ------ | -------- |
| 1  | Angleterre     | 20   | 20     | 10     | 50       |
| 2  | Portugal       | 18   | 12     | 18     | 48       |
| 3  | France         | 7    | 18     | 20     | 45       |
| 4  | Espagne        | 15   | 14     | 14     | 43       |
| 5  | Pays de Galles | 14   | 7      | 15     | 36       |
| 6  | Russie         | 12   | 15     | 7      | 34       |
| 7  | Écosse         | 10   | 6      | 6      | 22       |
| 8  | Géorgie        | 6    | 2      | 12     | 20       |
| 9  | Ukraine        | 1    | 10     | 1      | 12       |
| 10 | Italie         | 3    | 3      | 4      | 10       |
| 11 | Allemagne      | 2    | 4      | 2      | 8 (-96)  |
| 12 | Pays Bas       | 4    | 1      | 3      | 8 (-187) |

## Équipes participantes
Le classement de chaque étape est déterminé en fonction de celui de la précédente; pour la dernière étape 4 autres équipes de la division A (dont le Danemark pays organisateur) ont été promues.
Lyon:
| GPS 1 | GPS 1          |
| #     | Teams          |
| ----- | -------------- |
| 1     | Portugal       |
| 2     | Angleterre     |
| 3     | Espagne        |
| 4     | Russie         |
| 5     | France         |
| 6     | Géorgie        |
| 7     | Écosse         |
| 8     | Italie         |
| 9     | Pays de Galles |
| 10    | Ukraine        |
| 11    | Pays-Bas       |
| 12    | Allemagne      |

Moscou:
| GPS 2 | GPS 2          |
| #     | Teams          |
| ----- | -------------- |
| 1     | Angleterre     |
| 2     | France         |
| 3     | Russie         |
| 4     | Espagne        |
| 5     | Portugal       |
| 6     | Ukraine        |
| 7     | Pays de Galles |
| 8     | Écosse         |
| 9     | Allemagne      |
| 10    | Italie         |
| 11    | Géorgie        |
| 12    | Pays-Bas       |

Odense:
| GPS 3 | GPS 3          |
| #     | équipes        |
| ----- | -------------- |
| 1     | Angleterre     |
| 2     | France         |
| 3     | Russie         |
| 4     | Espagne        |
| 5     | Portugal       |
| 6     | Ukraine        |
| 7     | Pays de Galles |
| 8     | Écosse         |
| 9     | Allemagne      |
| 10    | Italie         |
| 11    | Géorgie        |
| 12    | Pays-Bas       |
| 13    | Roumanie       |
| 14    | Belgique       |
| 15    | Lituanie       |
| 16    | Danemark       |

## Première étape
tableau final après les poules:
|  | Demi-finales   | Demi-finales |                        |    | Finale | Finale |
|  | Demi-finales   | Demi-finales |                        |    | Finale | Finale |
|  |                |              |                        |    |        |        |
|  |                |              |                        |    |        |        |
|  |                |              |                        |    |        |        |
|  | Angleterre     | 24           |                        |    |        |        |
|  | Angleterre     | 24           |                        |    |        |        |
|  | Pays de Galles | 10           |                        |    |        |        |
|  | Pays de Galles | 10           | Angleterre             | 26 |        |        |
|  |                |              | Angleterre             | 26 |        |        |
|  |                | Portugal     | 14                     |    |        |        |
|  | Portugal       | Portugal     | 14                     | 12 |        |        |
|  | Portugal       |              |                        | 12 |        |        |
|  | Espagne        | 7            |                        |    |        |        |
|  | Espagne        | 7            | Match pour la 3e place |    |        |        |
|  |                |              |                        |    |        |        |
|  |                |              |                        |    |        |        |
|  |                |              |                        |    |        |        |
|  | Pays de Galles | 12           |                        |    |        |        |
|  | Pays de Galles | 12           |                        |    |        |        |
|  | Espagne        | 17           |                        |    |        |        |
|  | Espagne        | 17           |                        |    |        |        |

le 3 juin 2012 au Matmut Stadium à Lyon en France

## Deuxième étape
tableau final après les poules:
|  | Demi-finales | Demi-finales |                        |    | Finale | Finale |
|  | Demi-finales | Demi-finales |                        |    | Finale | Finale |
|  |              |              |                        |    |        |        |
|  |              |              |                        |    |        |        |
|  |              |              |                        |    |        |        |
|  | Angleterre   | 22           |                        |    |        |        |
|  | Angleterre   | 22           |                        |    |        |        |
|  | Espagne      | 7            |                        |    |        |        |
|  | Espagne      | 7            | Angleterre             | 21 |        |        |
|  |              |              | Angleterre             | 21 |        |        |
|  |              | France       | 15                     |    |        |        |
|  | France       | France       | 15                     | 7  |        |        |
|  | France       |              |                        | 7  |        |        |
|  | Russie       | 0            |                        |    |        |        |
|  | Russie       | 0            | Match pour la 3e place |    |        |        |
|  |              |              |                        |    |        |        |
|  |              |              |                        |    |        |        |
|  |              |              |                        |    |        |        |
|  | Russie       | 10           |                        |    |        |        |
|  | Russie       | 10           |                        |    |        |        |
|  | Espagne      | 12           |                        |    |        |        |
|  | Espagne      | 12           |                        |    |        |        |

le 1er juillet 2012 au Stade Loujniki à Moscou en Russie

## Troisième étape
tableau final après les poules:
|  | Demi-finales   | Demi-finales |                        |    | Finale | Finale |
|  | Demi-finales   | Demi-finales |                        |    | Finale | Finale |
|  |                |              |                        |    |        |        |
|  |                |              |                        |    |        |        |
|  |                |              |                        |    |        |        |
|  | Portugal       | 24           |                        |    |        |        |
|  | Portugal       | 24           |                        |    |        |        |
|  | Pays de Galles | 17           |                        |    |        |        |
|  | Pays de Galles | 17           | Portugal               | 12 |        |        |
|  |                |              | Portugal               | 12 |        |        |
|  |                | France       | 21                     |    |        |        |
|  | Espagne        | France       | 21                     | 0  |        |        |
|  | Espagne        |              |                        | 0  |        |        |
|  | France         | 21           |                        |    |        |        |
|  | France         | 21           | Match pour la 3e place |    |        |        |
|  |                |              |                        |    |        |        |
|  |                |              |                        |    |        |        |
|  |                |              |                        |    |        |        |
|  | Pays de Galles | 21           |                        |    |        |        |
|  | Pays de Galles | 21           |                        |    |        |        |
|  | Espagne        | 17           |                        |    |        |        |
|  | Espagne        | 17           |                        |    |        |        |

le 8 juillet 2012 au Odense Stadion à Odense en Danemark

## Diffusion
Les matchs pouvaient être suivis en direct sur Dailymotion qui les diffusait via le compte de la FIRA-AER